# The Legend of Boggy Creek
The Legend of Boggy Creek ist ein US-amerikanisches Horror-Doku-Drama von Charles B. Pierce aus dem Jahr 1972 über das Fouke Monster, das seit den 1950er-Jahren in und um Fouke (Arkansas) gesichtet worden sein soll. Der Film vermischt gestellte Interviews mit Einwohnern des Ortes, die behaupten dem Monster begegnet zu sein, mit fiktiven Nachstellungen dieser Begegnungen.
Pierce stammt aus Texarkana, an der Grenze zwischen Arkansas und Texas; er lieh sich knapp 100.000 $ von einem örtlichen Spediteur, benutzte eine alte 35-mm-Kamera und engagierte Bewohner der Gegend, um bei der Produktion des Films zu helfen. Bei Produktionskosten von 160.000 $ hat der Film knapp 20 Millionen $ im Kino eingespielt.

## Handlung
Im Film wird behauptet, dass das Geschehen auf wahren Begebenheiten beruht. Beschrieben wird die Existenz des Fouke-Monsters, einer über zwei Meter großen Bigfoot-ähnlichen Kreatur, die von Einwohnern der Gegend seit den 1950er-Jahren gesichtet worden sein soll. Es wird als komplett rot-braun behaart, dreizehig und unangenehm riechend beschrieben.
Die Bewohner, die behaupten, das Monster in der Vergangenheit gesichtet zu haben, erzählen im Film ihre Geschichte der Begegnung, wobei sie oft unter ihrem eigenen Namen auftreten. Unter anderem soll das Monster einen Hund und mehrere große Schweine getötet haben und mit einem 150-kg-Exemplar unter dem Arm problemlos über einen Zaun gesprungen sein. In einer anderen Szene wird gezeigt, wie sich eine Katze beim Anblick des Monsters „zu Tode erschreckt“.
In der Vergangenheit wurde auch mehrfach auf das Fouke-Monster geschossen, es entkam aber jedes Mal. Als Jäger versuchen die Kreatur mit Hunden zu jagen, misslingt das, weil die Hunde sich verweigern.
Seltsames Heulen ist in der Umgebung von Fouke zu hören, zum Beispiel in Boggy Creek. Dort gibt ein Polizist zu Protokoll, dass das Monster eines Nachts vor seinem Auto über die Straße lief, als er sich auf seinem Heimweg befand.
In einer späteren Szene, die auf einem Zeitungsbericht beruht, der den Film inspiriert hat, wird gezeigt, wie die Kreatur eine Familie bedroht, die in einem abgeschiedenen Haus in den Wäldern lebt. Nachdem auf das Monster geschossen wird, greift es das Haus mit seinen Bewohnern an. Dabei veranlasst die Kreatur die Familie aus ihrem Haus zu fliehen und „schmeißt mehrere Blumentöpfe um“, wie der Erzähler zu Protokoll gibt.
Auch dieses Ereignis führt nicht zum Fang der Kreatur, und so soll es sich auch heute noch in den Sümpfen und Bayous im südlichen Arkansas herumtreiben, wo Einwohner behaupten, es in regelmäßigen Abständen zu sichten.

## Produktion
The Legend of Boggy Creek ist einer von mehreren Filmen von Charles B. Pierce, welche auf wahren Begebenheiten beruhen, wie unter anderem auch  The Town That Dreaded Sundown (dt. „Der Umleger“) von 1976.
Der Film sollte zu Beginn Tracking the Fouke Monster (dt. „Die Verfolgung des Fouke Monsters“) heißen.

## Fortsetzungen

### Return to Boggy Creek(1977)
An Return to Boggy Creek war Charles B. Pierce nicht beteiligt, Regie wurde von Tom Moore geführt. der Film ist kein Doku-Drama, wie sein Vorgänger. Darstellerin ist unter anderem Dawn Wells aus Gilligans Insel. Wells spielt eine Mutter von drei Kindern, die in einem Sumpf verloren gehen und von einer Kreatur gerettet werden.

### Boggy Creek II: And the Legend Continues(1985)
Der dritte Film sollte ursprünglich The Barbaric Beast of Boggy Creek, Part II heißen. Pierce schrieb diesen Film als Fortsetzung des Originalfilms, weswegen der Titel die “II” statt der “III” enthält. Im Film spielt Pierce einen Professor, der mit seinen Studenten nach Fouke reist, um das Monster zu finden und zu untersuchen. Der Film wurde in Folge 6 der 10. Staffel Mystery Science Theater 3000 parodiert. Das Monster des Films wurde von James Faubus Griffith dargestellt.

### Boggy Creek: The Legend Is True(2010)
Die Handlung dieses Films ist unabhängig von den anderen dieses Franchises, die Handlung wurde von Arkansas nach Texas verlegt. Der Film handelt von einer Bigfoot-ähnlichen Kreatur, die eine Gruppe Urlaub machender Teenager in der Gegend von Boggy Creek angreift. Regie und Drehbuch sind von Brian T. Jaynes. Er erschien 2011 direkt auf DVD.

### The Legacy of Boggy Creek(2011)
Dieser low-budget Independent-Film wurde erstmals 2009 als The Skunkape Story veröffentlicht, später aber neu geschnitten und 2011 als The Legacy of Boggy Creek direkt auf DVD herausgebracht. In diesem Doku-Drama werden die Ereignisse beleuchtet, die laut Originalfilm so geschehen sein sollen. Regie und Drehbuch sind von Dustin Ferguson.

## Veröffentlichung
The Legend of Boggy Creek hatte großen Erfolg an den Kinokassen, da er mit einem Budget von nur $ 160,000 über 20 Millionen $ einspielte.
Er war der zehnterfolgreichste Film des Jahres 1972. Return to Boggy Creek und Boggy Creek II: And the Legend Continues wurden 1977 und 1985 im Kino veröffentlicht, hatten aber nicht einen so großen Erfolg wie der Originalfilm. Die letzten beiden Filme erschienen direkt auf DVD.

## Einfluss
Das Format des Doku-Dramas wurde vor allem 1980 von Nackt und zerfleischt (Cannibal Holocaust) und 1999 von Blair Witch Project genutzt und dadurch populärer im Mainstream.